# Soumaintrain (Yonne)
Pour les articles homonymes, voir Soumaintrain.
Soumaintrain est une commune française située dans le département de l'Yonne en région Bourgogne-Franche-Comté. Elle a donné son nom à un fromage.

## Géographie

### Climat
Pour des articles plus généraux, voir Climat de la Bourgogne-Franche-Comté et Climat de l'Yonne.
En 2010, le climat de la commune est de type climat océanique dégradé des plaines du Centre et du Nord, selon une étude du Centre national de la recherche scientifique s'appuyant sur une série de données couvrant la période 1971-2000. En 2020, Météo-France publie une typologie des climats de la France métropolitaine dans laquelle la commune est exposée à un climat océanique altéré et est dans la région climatique  Lorraine, plateau de Langres, Morvan, caractérisée par un hiver rude (1,5 °C), des vents modérés et des brouillards fréquents en automne et hiver. 
Pour la période 1971-2000, la température annuelle moyenne est de 11 °C, avec une amplitude thermique annuelle de 15,7 °C. Le cumul annuel moyen de précipitations est de 727 mm, avec 12,1 jours de précipitations en janvier et 7,7 jours en juillet. Pour la période 1991-2020, la température moyenne annuelle observée sur la station météorologique de Météo-France la plus proche, « Chessy-les-Pres_sapc », sur la commune de Chessy-les-Prés à 6 km à vol d'oiseau, est de 11,2 °C et le cumul annuel moyen de précipitations est de 756,5 mm. 
La température maximale relevée sur cette station est de 41,4 °C, atteinte le 25 juillet 2019 ; la température minimale est de −22,2 °C, atteinte le 2 janvier 1997,,. 
Les paramètres climatiques de la commune ont été estimés pour le milieu du siècle (2041-2070) selon différents scénarios d'émission de gaz à effet de serre à partir des nouvelles projections climatiques de référence DRIAS-2020. Ils sont consultables sur un site dédié publié par Météo-France en novembre 2022.

## Urbanisme

### Typologie
Au 1er janvier 2024, Soumaintrain est catégorisée commune rurale à habitat dispersé, selon la nouvelle grille communale de densité à sept niveaux définie par l'Insee en 2022.
Elle est située hors unité urbaine. Par ailleurs la commune fait partie de l'aire d'attraction de Saint-Florentin, dont elle est une commune de la couronne,. Cette aire, qui regroupe 19 communes, est catégorisée dans les aires de moins de 50 000 habitants,.

### Occupation des sols
L'occupation des sols de la commune, telle qu'elle ressort de la base de données européenne d’occupation biophysique des sols Corine Land Cover (CLC), est marquée par l'importance des territoires agricoles (71,8 % en 2018), une proportion sensiblement équivalente à celle de 1990 (71,7 %). La répartition détaillée en 2018 est la suivante : 
prairies (43,1 %), forêts (28,2 %), terres arables (19,6 %), zones agricoles hétérogènes (9 %). L'évolution de l’occupation des sols de la commune et de ses infrastructures peut être observée sur les différentes représentations cartographiques du territoire : la carte de Cassini (XVIIIe siècle), la carte d'état-major (1820-1866) et les cartes ou photos aériennes de l'IGN pour la période actuelle (1950 à aujourd'hui).

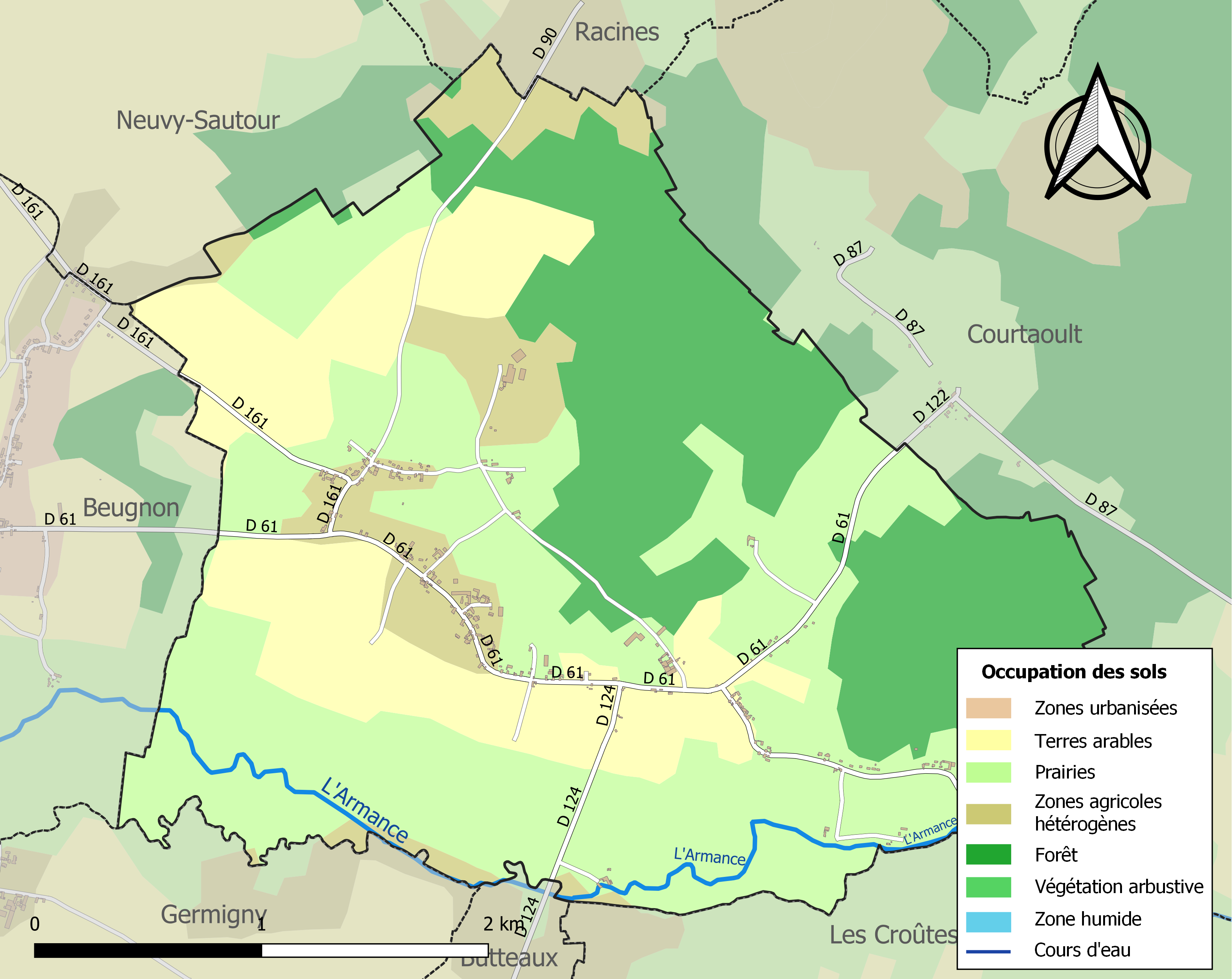
Carte des infrastructures et de l'occupation des sols de la commune en 2018 (CLC).

## Politique et administration
| Période   | Période   | Identité          | Étiquette | Qualité |
| --------- | --------- | ----------------- | --------- | ------- |
| 1960      | 1989      | René Moreau       |           |         |
| mars 1989 | mars 2014 | Nicole Berlot     |           |         |
| mars 2014 | En cours  | Monique Derouelle |           |         |

## Démographie
L'évolution du nombre d'habitants est connue à travers les recensements de la population effectués dans la commune depuis 1793. Pour les communes de moins de 10 000 habitants, une enquête de recensement portant sur toute la population est réalisée tous les cinq ans, les populations de référence des années intermédiaires étant quant à elles estimées par interpolation ou extrapolation. Pour la commune, le premier recensement exhaustif entrant dans le cadre du nouveau dispositif a été réalisé en 2006.

En 2022, la commune comptait 212 habitants, en évolution de −1,85 % par rapport à 2016 (Yonne : −1,95 %, France hors Mayotte : +2,11 %).
| 1793 | 1800 | 1806 | 1821 | 1831 | 1836 | 1841 | 1846 | 1851 |
| ---- | ---- | ---- | ---- | ---- | ---- | ---- | ---- | ---- |
| 510  | 481  | 502  | 536  | 511  | 538  | 480  | 513  | 493  |

| 1856 | 1861 | 1866 | 1872 | 1876 | 1881 | 1886 | 1891 | 1896 |
| ---- | ---- | ---- | ---- | ---- | ---- | ---- | ---- | ---- |
| 457  | 421  | 421  | 408  | 411  | 383  | 385  | 352  | 316  |

| 1901 | 1906 | 1911 | 1921 | 1926 | 1931 | 1936 | 1946 | 1954 |
| ---- | ---- | ---- | ---- | ---- | ---- | ---- | ---- | ---- |
| 295  | 274  | 257  | 241  | 242  | 212  | 204  | 185  | 210  |

| 1962 | 1968 | 1975 | 1982 | 1990 | 1999 | 2006 | 2011 | 2016 |
| ---- | ---- | ---- | ---- | ---- | ---- | ---- | ---- | ---- |
| 198  | 163  | 139  | 150  | 215  | 202  | 198  | 201  | 216  |

| 2021 | 2022 | - | - | - | - | - | - | - |
| ---- | ---- | - | - | - | - | - | - | - |
| 215  | 212  | - | - | - | - | - | - | - |

## Lieux et monuments
- Croix de chemin de Soumaintrain (XVIe siècle), inscrite en 1926[18].
- Église Saint-Martin de Soumaintrain (XVIe siècle). Clocher (XIVe siècle)

## Héraldique
| Blason de Soumaintrain | Blason  | Coupé: au 1er de sinople au besant d'or chargé d'une croix ancrée de sable, les branches reliées deux à deux par des volutes en C du même, au 2e d'azur à saint Marin à cheval partageant son manteau avec un mendiant, le tout d'argent; à la fasce ondée d'argent chargée de deux roues de moulin de sable brochant sur la partition. |
| Blason de Soumaintrain | Détails | Adopté le 9 octobre 2023. |

## Pour approfondir